# Jerry Only

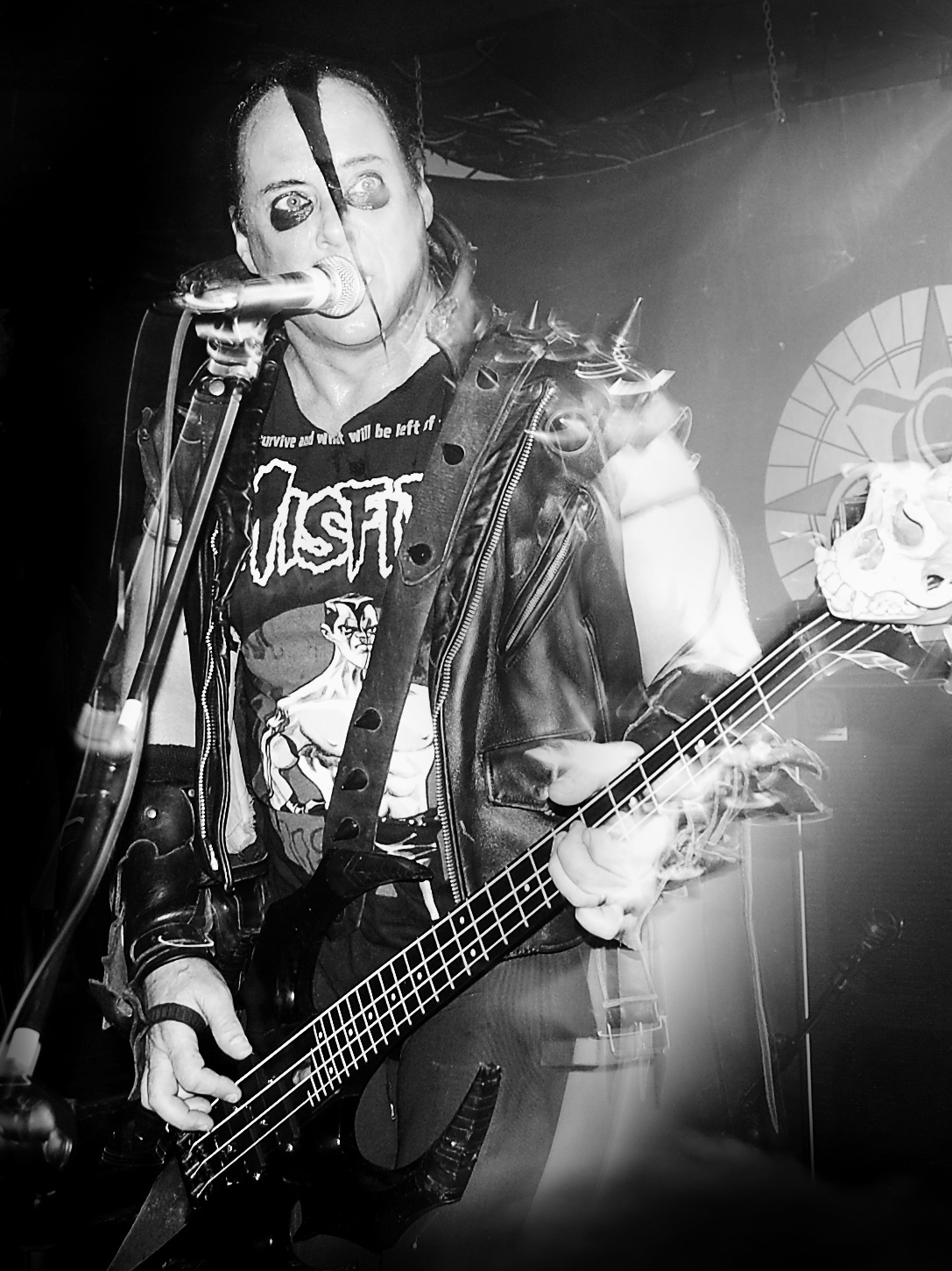
Jerry Only (2008)

Gerald Caiafa Jr. (* 21. April 1959 in Lodi, New Jersey), besser bekannt unter seinem Künstlernamen Jerry Only, ist ein US-amerikanischer Rockmusiker, der als langjähriges Mitglied der Punkband Misfits als Bassist, Songwriter und Sänger bekannt ist.

## Karriere
Das Zustandekommen des Künstlernamens Jerry Only ist auf ein Missverständnis zurückzuführen. Als er beim Entwurf des ersten Albums Static Age gefragt wurde, welchen Künstlernamen er haben wolle, antwortete er: „Jerry, only Jerry.“ („Jerry, einfach nur Jerry.“)
Seit 1977 ist Jerry als Bassist und eines der Gründungsmitglieder der Horrorpunk-Band The Misfits, zu der wenig später auch sein jüngerer Bruder Paul Caiafa alias Doyle Wolfgang von Frankenstein als Gitarrist stieß, tätig. Mit einem anderen Weggefährten, seinem Bandkollegen Glenn Danzig, verband ihn nach dem Ende der Band 1983 eine innige Feindschaft. Nach einigen Klagen von Seiten Danzigs bezüglich seiner Rechte an den Misfits, wurde es Only 1995 gestattet, die Band Misfits neu zu gründen, mit allen dazugehörenden Rechten auf Logos und dem Vertrieb von Merchandise im Einklang mit dem Label Cyclopian Music.
Mit dem Album American Psycho (1997) stellte Only die Band neu auf, unter anderem mit Michale Graves als Sänger und Dr. Chud am Schlagzeug. Ab dem Album Projekt 1950 im Jahr 2003 übernahm Jerry Only zusätzlich in seiner Funktion als Bassist erstmals den Gesang. Im Jahr 2002 kam es zu einer gemeinsamen Split-Single mit der japanischen Horror-Punk-Band Balzac. Zusammen mit anderen Veteranen der New-Yorker-Szene bildete Only 2006 die Supergroup Osaka Popstar.

## Diskografie
- Walk Among Us (1982) – als Bassist
- Earth A.D./Wolf's Blood (1983) – als Bassist
- Static Age (1996) – als Bassist
- American Psycho (1997) – als Bassist
- Famous Monsters (1999) – als Bassist
- Misfits/Balzac – Day the Earth Caught Fire (2002) – als Bassist
- Project 1950 (2003) – als Bassist und Sänger
- Osaka Popstar and the American Legends of Punk (2006) – als Bassist
- Osaka Popstar – Rock 'Em O-Sock 'Em Live! (2008) – als Bassist
- The Devil's Rain (2011) – als Bassist und Sänger
- Friday the 13th EP (2016) – als Bassist und Sänger